# Klouzavý průměr

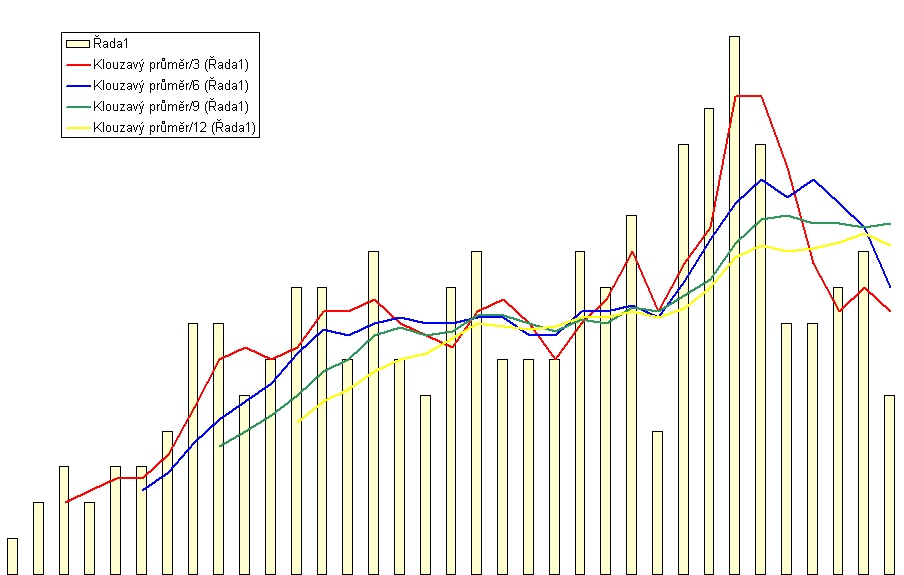
Ukázka klouzavých průměrů s různou šířkou okna

Klouzavý průměr je průměr sousedních pozorování časové řady. Jedná se o elementární metodu odhadu trendu časové řady. Počítá se jako průměr konstantního počtu za sebou jdoucích období.

## Užití v technické analýze
Klouzavý průměr je základním prostředkem technické analýzy cenných papírů. Používají se různé typy klouzavých průměrů.
- Jednoduchý klouzavý průměr (Simple Moving Average – SMA)
- Exponenciální klouzavý průměr (Exponential Moving Average – EMA)
- Vyhlazený klouzavý průměr (Smoothed Moving Averages – SMMA)
- Lineárně vážený klouzavý průměr (Linear Weighted Moving Average – LWMA)

Pomocí klouzavého průměru se křivka vyhladí a lze lépe určit trend nebo změnu trendu. Klouzavé průměry jsou důležitým stavebním kamenem pro vytváření složitějších technických indikátorů nebo ukazatelů.

## Výpočet
Klouzavý průměr se počítá jako průměr hodnot za pevně stanovený počet období. Jednoduchý klouzavý průměr lze vypočítat pomocí vzorce {\displaystyle SMA_{t}={\frac {1}{n}}\sum _{i=0}^{n-1}x_{t-i}},
kde {\displaystyle x_{t-i}} jsou hodnoty časové řady a {\displaystyle n} je šířka okna. 
Pro exponenciální klouzavý průměr se každé pozorování váží exponenciálně klesajícími vahami, přičemž novější hodnoty mají větší váhu. Vzorec obsahuje vyhlazovací konstantu {\displaystyle \alpha }, která může vypadat například jako {\displaystyle \alpha ={\frac {2}{n+1}}}.
Další typy klouzavých průměrů používají jiné metody výpočtu, které přikládají různý význam jednotlivým hodnotám v rámci okna.